# Spanair
Spanair S.A. — бывшая испанская авиакомпания, основанная в Пальме-де-Мальорка. Базировалась в мадридском аэропорту Барахас и аэропорту Барселоны. Выполняла внутренние рейсы по Испании, а также международные рейсы по Европе и в Западную Африку.

## История
Авиакомпания Spanair была образована в 1986 году. Первые, ещё чартерные рейсы Spanair состоялись в марте 1988 года. С 1994 года авиакомпания Spanair совершает регулярные рейсы. С 1997 по март 2002 года авиакомпания предлагала межконтинентальные рейсы в Южную Америку и США, но с 2002 года отменила собственные рейсы и предлагает только места по код-шерингу на других авиакомпаниях. Spanair вступила в авиационный альянс Star Alliance в апреле 2003 года.

Бывший логотип компании

В июле 2008 года Spanair объявила о вводе программы радикальной экономии. Вследствие острой конкуренции, но в первую очередь растущих цен на топливо Spanair вынуждена сократить 1100 из 3800 рабочих мест и отменить девять направлений в своём расписании.
30 января 2009 года SAS Group объявила о заключении соглашения по продаже 80,1 % акций консорциуму в составе регионального правительства Каталонии, города Барселоны и частных инвесторов за символическую цену в 1 евро. SAS Group оставляет за собой миноритарный пакет в 19,9 % и сохраняет ответственность по долгам в почти 500 млн евро. Домашним аэропортом Spanair вместо Барахаса станет Барселона. Сделка была завершена 31 марта того же года.
27 января 2012 года авиакомпания прекратила свою деятельность в связи с тем, что региональные власти в Испании прекратили её финансирование.

## Деятельность
Пассажирооборот в 2008 году составил 8,9 млн пассажиров.

## Катастрофа 20 августа 2008 года
20 августа 2008 года в аэропорту Мадрида в 14:45 произошла катастрофа самолёта MD-82 авиакомпании Spanair, летевшего рейсом JK5022 Мадрид — Лас-Пальмас (Канарские острова). На борту находилось 166 пассажира и 6 членов экипажа. В результате катастрофы погибли 154 человека.

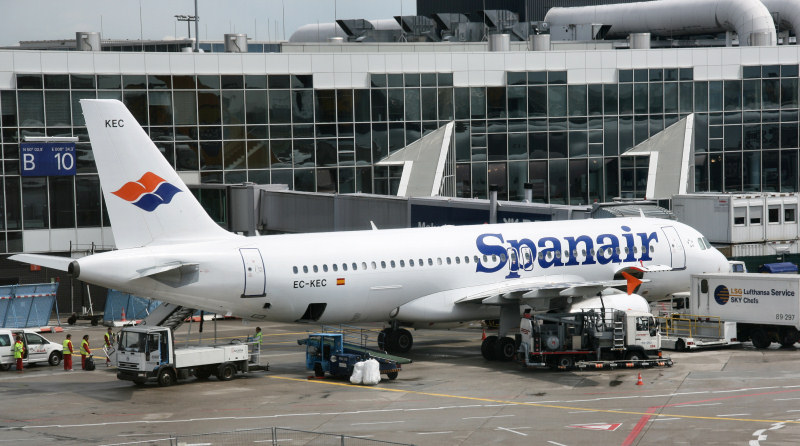
Airbus A320